# Lamiinae
Sous-famille
Les Lamiinae sont une sous-famille d'insectes coléoptères de la famille des Cerambycidae.
C'est la plus grande des sous-familles des cérambycidés, en comprenant plus de la moitié de toutes les espèces connues.

## Dénomination
La sous-famille des Lamiinae a été décrite par l'entomologiste français Pierre André Latreille en 1825.

### Nom vernaculaire
- Lamiaires

### Synonymie
Selon BioLib (28 aout 2014)
- Lamiariae Latreille, 1825
- Clinocéphalides Mulsant, 1839
- Lamiitae (Latreille) Thomson, 1860
- Lamiides (Latreille) Mulsant, 1863
- Lamitae (Latreille) Thomson, 1864
- Metaulacnemitae Thomson, 1864
- Lamiens (Latreille) Planet, 1924

## Morphologie

### Adulte

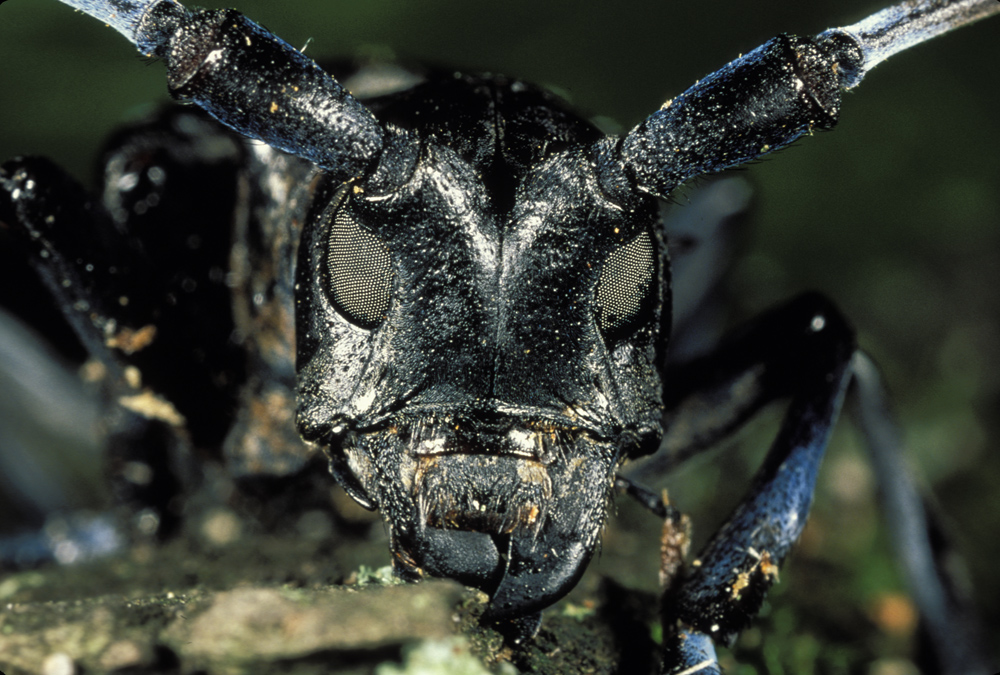
Tête hypognathe de Anoplophora glabripennis (Motschulsky, 1863)

Généralement  très faciles à reconnaître parmi les autres cérambycidés par l'appareil masticatoire hypognathe (avec les mandibules dirigées en bas), les Lamiaires présentent parfois chez certaines tribus tropicales un aspect différent ce qui engendre ainsi des difficultés d'identification.

Le critère diagnostique qui permet de reconnaître les représentants de cette sous-famille est en effet les palpes maxillaires de forme ovale et pointus à l'apex, au lieu de triangulaires et tronqués à l'apex comme chez tous les autres cérambycidés.

Les tibias intermédiaires avec un sillon oblique externe et le scape avec une carène ou cicatrice apicale sont d'autres éléments diagnostiques typiques de plusieurs Lamiaires,.

### Nymphe
La nymphe des  Lamiaires, complètement blanche et recouverte d'une cuticule déliée peut être facilement séparée de celle de tous les autres cérambycidés pour présenter une tête large et à côtés parallèles.

Les étuis alaires et les pattes sont repliés en avant, comme dans les autres sous-familles.

Les antennes, si elles sont très longues, font éclusières boucles (Acanthocinini), ou sont typiquement enroulées en spirale (Lamiini, Batocerini).

### Larve
Les larves présentent elles-mêmes  des caractéristiques particulières, comme la tête allongée et l'absence de pattes qu'on observe dans la presque totalité des espèces.

## Biologie

### Adulte

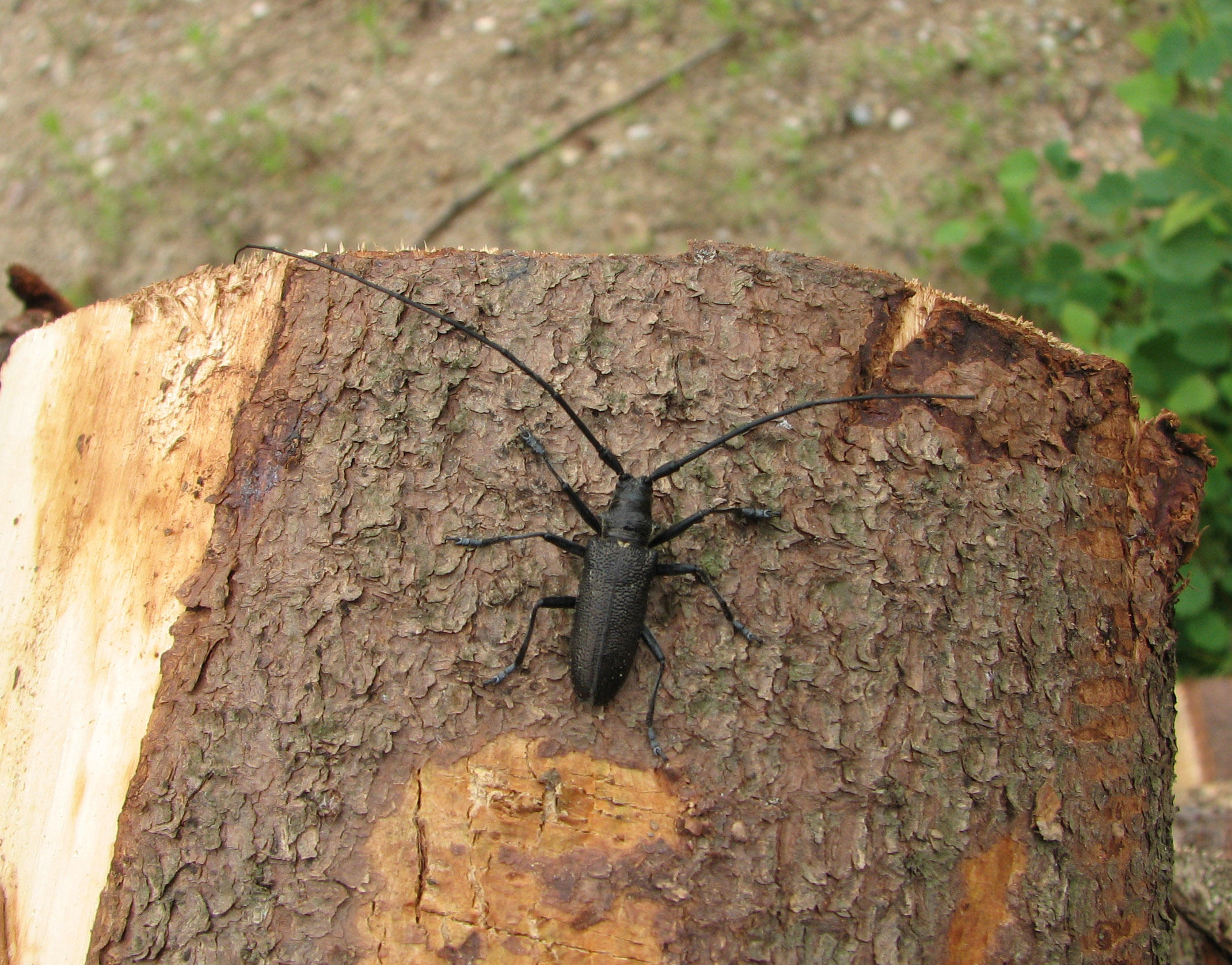
Adulte de Monochamus sutor (Linné, 1758) se déplaçant sur un tronc

Les adultes des espèces tropicales sont surtout nocturnes, tandis qu'ils sont diurnes chez la plupart des espèces européennes.

Les adultes fréquentent généralement le tronc, les branches et les tiges des plantes-hôtes, mais rarement les fleurs. Les espèces  qui se développent dans les racines (et en général celles aptères, comme les Dorcadiini ou les Phrissomini) peuvent être trouvées sur le sol.

### Larve
Les Lamiaires comptent des formes qui se sont adaptées à se nourrir de toutes les essences végétales existantes, tant les conifères que les plantes à feuilles caduques.

La plupart sont typiquement xylophages et elles attaquent le  tronc (Anoplophora) les branches (Saperda, Oberea, Tetrops) ou des arbres vivants, malades (Mesosa), ou déjà morts, soit secs (Niphona, Stenidea) soit marcescents (Acanthocinus, Monochamus, Morimus).

D'autres espèces se sont adaptées à attaquer les plantes herbacées et elles se nourrissent de l'intérieur des tiges (Agapanthia, Phytoecia) ou des racines (Dorcadion, Neodorcadion).

## Distribution
Les Lamiaires sont répandus dans tous les continents, particulièrement dans les régions tropicales où sont aussi présentes les espèces plus grandes de cette sous-famille, comme celles appartenant aux genres Batocera et Rosenbergia de la tribu des Batocerini.

## Taxinomie
La sous-famille des Lamiinae est subdivisée en nombreuses tribus, donc les limites sont difficiles et débattues à cause de l'énorme nombre et de l'homogénéité de la plupart des espèces.

L'entomologiste allemand Stephan von Breuning étudia et décrivit la plupart des Lamiaires,, mais sa systématique, souvent fondée sur des caractères spécialisés, a conduit à établir des groupes phylogénétiquement artificiels et souvent contradictoires. Ainsi la systématique de certaines (grandes) tribus doit encore être éclaircie.

### Liste des tribus
D'après Bousquet, Heffern, Bouchard & Nearns (2009)  
- Acanthocinini
- Acanthoderini
- Acmocerini
- Acrocephalini
- Acrocinini
- Aderpasini
- Aerenicini
- Agapanthiini
- Amphoecini
- Ancitini
- Ancylonotini
- Anisocerini
- Apomecynini
- Astathini

- Batocerini

- Calliini
- Ceroplesini
- Cloniocerini
- Colobotheini
- Compsosomatini
- Cyrtinini

- Desmiphorini
- Dorcadionini
- Dorcaschematini

- Elytracanthini
- Enicodini
- Eupromerini

- Forsteriini

- Gnomini
- Gyaritini

- Heliolini
- Hemilophini
- Homonoeini
- Hyborhabdini

- Lamiini
- Laticraniini

- Mauesini
- Megabasini
- Mesosini
- Microcymaturini
- Moneilemini
- Monochamini
- Morimonellini
- Morimopsini

- Nyctimenini

- Obereini
- Oculariini
- Onciderini
- Oncideropsidini
- Onocephalini
- Onychogleneini
- Parmenini
- Petrognathini
- Phacellini
- Phantasini
- Phrynetini
- Phymasternini
- Phytoeciini
- Pogonocherini
- Polyrhaphidini
- Pretiliini
- Proctocerini
- Prosopocerini
- Pteropliini

- Rhodopinini

- Saperdini
- Stenobiini
- Sternotomini

- Tapeinini
- Tetraopini
- Tetraulaxini
- Theocridini
- Tmesisternini
- Tragocephalini

- Xenicotelini
- Xenofreini
- Xenoleini
- Xylorhizini

- Zygocerini

- incertae sedis

En France sont répandues les tribus suivantes
- Acanthocinini Blanchard, 1845
- Acanthoderini Thomson, 1860
- Agapanthiini Mulsant, 1839
- Apodasyini Lacordaire , 1872
- Desmiphorini Thomson, 1860
- Dorcadiini Latreille, 1825
- Lamiini Latreille, 1825
- Mesosini Thomson, 1860
- Parmenini Mulsant, 1839
- Phrissomini Thomson, 1860
- Pogonocherini Mulsant, 1839
- Pteropliini Thomson, 1860
- Saperdini Mulsant, 1839
- Tetraopini Thomson, 1860

Genres rencontrés en Europe
- Anaesthetis Dejean, 1835
- Deroplia Dejean, 1835
- Oplosia Mulsant, 1862
- Parmena Dejean, 1821